# Loukás Výntra
Loukás Výntra (en grec : Λουκάς Βύντρα) est un footballeur international grec né le 5 février 1981 à Město Albrechtice en République tchèque. Il évolue au poste de défenseur au PAS Lamía. Il possède également la nationalité tchèque de par son père.

## Biographie
Début 2008, le joueur est pisté en Allemagne par le Hertha Berlin et le Hanovre 96.
Le sélectionneur de l'équipe de Grèce, Otto Rehhagel, le retient parmi l'effectif de vingt-trois joueurs appelés à participer à l'Euro 2008 puis à la Coupe du monde 2010.
Le 31 janvier 2013, il s'engage pour le club de Liga de Levante UD en signant un contrat de 18 mois. Il rejoint son compatriote, Nikólaos Karábelas et devient un élément important de l'équipe en jouant 15 matchs en 6 mois. En juillet 2013, il lui est proposé une prolongation de son contrat au sein du club valencian jusqu'en 2015.
Le 19 janvier 2014, lors de la 20e journée de Liga, il inscrit le premier but de la rencontre Levante - Barcelone (1-1) de la tête sur corner à la 10e minute. Son club gagne contre les coéquipiers de Lionel Messi un point important pour le championnat.

## Carrière
| Club          | Saison       | Championnat | Championnat | Coupe  | Coupe | Europe | Europe | Grèce  | Grèce | Total  | Total |
| Club          | Saison       | Matchs      | Buts        | Matchs | Buts  | Matchs | Buts   | Matchs | Buts  | Matchs | Buts  |
| ------------- | ------------ | ----------- | ----------- | ------ | ----- | ------ | ------ | ------ | ----- | ------ | ----- |
| Paniliakos FC | 1999-00      | 4           | 0           | 0      | 0     | 0      | 0      | 0      | 0     | 4      | 0     |
| Veria         | 2000–01      | 24          | 0           | 0      | 0     | 0      | 0      | 0      | 0     | 24     | 0     |
| Paniliakos FC | 2001–02      | 26          | 2           | 1      | 0     | 0      | 0      | 0      | 0     | 27     | 2     |
| Paniliakos FC | 2002–03      | 29          | 2           | 1      | 0     | 0      | 0      | 0      | 0     | 30     | 2     |
| Paniliakos FC | 2003–04      | 8           | 0           | 1      | 0     | 0      | 0      | 0      | 0     | 9      | 0     |
| Panathinaïkos |              |             |             |        |       |        |        |        |       |        |       |
| 2003–04       | 5            | 0           | 3           | 0      | 0     | 0      | 0      | 0      | 8     | 0      |       |
| 2004–05       | 27           | 0           | 3           | 0      | 7     | 1      | 3      | 0      | 40    | 1      |       |
| 2005–06       | 23           | 0           | 1           | 0      | 6     | 0      | 6      | 0      | 36    | 0      |       |
| 2006–07       | 26           | 0           | 6           | 0      | 8     | 0      | 3      | 0      | 43    | 0      |       |
| 2007–08       | 23           | 0           | 1           | 0      | 7     | 0      | 4      | 0      | 35    | 0      |       |
| 2008–09       | 30           | 2           | 3           | 0      | 12    | 0      | 2      | 0      | 47    | 2      |       |
| 2009–10       | 24           | 4           | 5           | 0      | 13    | 1      | 11     | 0      | 53    | 5      |       |
| 2010–11       | 31           | 2           | 3           | 2      | 6     | 0      | 7      | 0      | 47    | 4      |       |
| 2011–12       | 24           | 0           | 2           | 1      | 4     | 0      | 3      | 0      | 33    | 1      |       |
| 2012–13       | 14           | 2           | 1           | 0      | 9     | 0      | 3      | 0      | 27    | 2      |       |
| Levante       | 2012–13      | 15          | 0           | 0      | 0     | 0      | 0      | 0      | 0     | 15     | 0     |
| Levante       | 2013-14      | 19          | 2           | 5      | 0     | 0      | 0      | 3      | 0     | 24     | 2     |
| Career Total  | Career Total | 352         | 16          | 36     | 3     | 75     | 2      | 44     | 0     | 507    | 21    |

## Palmarès
Panathinaïkos
- Champion de Grèce en 2004 et 2010.
- Vainqueur de la Coupe de Grèce en 2004 et 2010.

 Paniliakos Pyrgos
- Beta Ethniki (D2) : Vice-champion en 2003.

## Sélections
- 57 sélections et 0 but avec l'équipe de Grèce de football entre 2005 et 2015.
- En 2008, il joue 1 match lors de l'Euro contre l'Espagne (1-2) en phase de poule. Il joue le match en entier au poste de lateral droit.
- En 2010, lors de la Coupe du monde, il joue les 3 matchs de poule contre la Corée du Sud (0-2), le Nigeria (2-1) et l'Argentine (0-2). Il est titulaire au poste de défenseur central.